# Phloiotrya lineata
Phloiotrya lineata là một loài bọ cánh cứng trong họ Melandryidae. Loài này được Perty miêu tả khoa học năm 1830.